# Psárka
Psárka (Alopecurus) je rod trav, tedy z čeledi lipnicovitých (Poaceae). Jedná se o jednoleté nebo vytrvalé byliny. Jsou trsnaté nebo s oddenky, výběžky nebo jsou poléhavé. Stébla dorůstají výšek zpravidla 10–110 cm. Čepele listů jsou ploché nebo svinuté, 0,7–10 mm široké, na vnější straně listu se při bázi čepele nachází jazýček, 1–6 mm dlouhý. Květy jsou v kláscích, které tvoří latu, která je klasovitě, hlávkovitě či do vejčitého tvaru stažená. Klásky jsou zboku smáčklé, za zralosti opadavé i s plevami, jednokvěté. Na bázi klásku jsou 2 plevy, které jsou přibližně stejné, bez osin. Pluchy často vakovitě či trubkovitě objímají květ, jsou osinaté, osina je kolénkatá. Plušky zpravidla chybí, vzácněji jsou přítomny, ale i pak jsou velmi redukované, bez osin. Plodem je obilka, která je okoralá. Celkově je známo asi 36 druhů, které najdeme hlavně v Evropě, Asii a v mírném pásu Jižní Ameriky, místy se vyskytují i adventivně.
Psárka je původně lidové označení pro méně hodnotné druhy trav. Je odvozeno od slova pes.

## Druhy rostoucí v Česku
V České republice rostou 4 druhy z rodu psárka (Alopecurus).
Hojným druhem je psárka luční (Alopecurus pratensis), která je významnou luční trávou. Roste spíše na živinami bohatších a vlhčích loukách, hojně je také přisévána do kulturních luk. Psárka plavá (Alopecurus aequalis) je vlhkomilný až mokřadní druh. Podobná stanovičtě obsazuje i psárka kolénkatá (Alopecurus geniculatus), která má na rozdíl od předchozího druhu mnohem delší a vyčnívající osiny. Psárka polní (Alopecurus myosuroides) pochází ze západní a jižní Evropy a je to polní plevel, v ČR je nalézána jen vzácně.